# Jamaica en los Juegos Olímpicos de Sídney 2000
Jamaica estuvo representada en los Juegos Olímpicos de Sídney 2000 por un total de 48 deportistas que compitieron en 4 deportes.  
La portadora de la bandera en la ceremonia de apertura fue la atleta Deon Hemmings.

## Medallistas
El equipo olímpico jamaicano obtuvo las siguientes medallas:
| Nombre                                                                  | Deporte   | Competición        |
| ----------------------------------------------------------------------- | --------- | ------------------ |
| Oro                                                                     |           |                    |
| —                                                                       |           |                    |
| Plata                                                                   |           |                    |
| Tayna Lawrence                                                          | Atletismo | 100 m F            |
| Lorraine Graham                                                         | Atletismo | 400 m F            |
| Deon Hemmings                                                           | Atletismo | 400 m con vallas F |
| Merlene Ottey Veronica Campbell Tayna Lawrence Beverly McDonald         | Atletismo | 4 × 100 m F        |
| Catherine Scott-Pomales Deon Hemmings Sandie Richards Lorraine Graham   | Atletismo | 4 × 400 m F        |
| Christopher Williams Danny McFarlane Michael Blackwood Gregory Haughton | Atletismo | 4 × 400 m M        |
| Bronce                                                                  |           |                    |
| Gregory Haughton                                                        | Atletismo | 400 m M            |
| Merlene Ottey                                                           | Atletismo | 100 m F            |
| Beverly McDonald                                                        | Atletismo | 200 m F            |